# Simon Balkema
Simon Jakob Balkema (ur. 8 listopada 1896 w Amsterdamie, zm. 20 października 1971 tamże) – holenderski zapaśnik walczący w stylu klasycznym. Olimpijczyk z Amsterdamu 1928, gdzie zajął trzynaste miejsce w wadze średniej.

## Turniej wAmsterdamie 1928
| Konkurencja          | Walki                   | Walki               | Klas. końcowa |
| Konkurencja          | Przeciwnik I            | Przeciwnik II       | Miejsce       |
| -------------------- | ----------------------- | ------------------- | ------------- |
| 75 kg styl klasyczny | Franjo Palković (YUG) P | Jean Saenen (BEL) P | 13.           |